# Eukoenenia orghidani
Eukoenenia orghidani är en spindeldjursart som beskrevs av Bruno Condé och Juberthie 1981. Eukoenenia orghidani ingår i släktet Eukoenenia och familjen Eukoeneniidae. Inga underarter finns listade i Catalogue of Life.